# Secours populaire français
Pour les articles homonymes, voir SPF.
Le Secours populaire français (SPF), est une association française de solidarité à but non lucratif, qui lutte contre la précarité en France (sur le plan matériel, médical, moral et juridique), aide les victimes de conflits armés et les sinistrés climatiques en France et dans le monde.
En 2024, le Secours populaire comptait 651 comités locaux et 96 fédérations départementales et a aidé 4,1 millions de personnes en France grâce aux 98 000 bénévoles et aux 67 millions d'euros de dons de particulier recueillis par l'association.
Au niveau international, le Secours populaire est intervenu en 2024 dans 60 pays grâce à 168 partenaires locaux et 258 programmes de solidarité.
L'association est agréée association nationale d'éducation populaire depuis 1983 et a obtenu la reconnaissance d'utilité publique en 1985,.
Une des particularités de l'association est d'engager les personnes aidées à devenir à leur tour bénévole. Pour cette raison le Secours populaire se définit comme "association de la solidarité et de mise en mouvement".

## Organisation

### Structure décentralisée
Organisé en fédération d'associations, le Secours populaire est un mouvement décentralisé qui compte 98 fédérations départementales et professionnelles ainsi que 651 comités sur le territoire français en 2024.
Le Comité national élu tous les deux ans décide des grandes orientations pour les deux ans à venir. Le Secrétariat national et le Bureau national sont chargés d'exécuter les décisions du Comité national. Son Président est élu par le Secrétariat national.
Le Conseil de région, dont les 13 membres sont élus par les Congrès départementaux tous les deux ans, est chargé d'animer la fédération régionale et de préparer de grandes actions pour la région (Vacances, JOV…).
Une fédération du Secours populaire est une structure départementale. Elle agit comme un relais chargé d'animer, de coordonner, de développer les actions de solidarité et d'assurer leur financement. Chaque fédération se compose de tous les comités et antennes locales d’un même département.
Le comité départemental, élu tous les deux ans par le congrès départemental, décide des grandes orientations et le secrétariat départemental exécute les décisions du comité départemental. Le secrétaire général est élu par le comité départemental et le trésorier est élu par la commission financière qui est par ailleurs la seule commission à être élue par le congrès départemental.
Le comité est une structure locale, qui regroupe des bénévoles sur un quartier, une commune, un ou plusieurs cantons, un lieu de travail ou d'études. Il agit dans le sens des orientations de l'association pour animer, coordonner, développer des actions de solidarité et assurer leur financement, par l'appel aux dons et la mise en place d'initiatives permettant la participation financière des donateurs à la solidarité.
Enfin, l’antenne du SPF est un groupe de personnes (au moins deux) qui exerce une activité de solidarité au nom du Secours populaire, dans un lieu dédié, sur leur lieu de vie, de travail ou d'études en relation avec un comité, une fédération ou même directement en relation avec l'Association nationale (siège national) du Secours populaire. L'activité doit être régulière.
Le Secours populaire est un mouvement au cœur duquel agissent des bénévoles appelés "animateurs-collecteurs". Ils donnent de leur temps pour faire grandir la solidarité en accueillant et accompagnant les personnes, en organisant des événements, en collectant des ressources financières ou matérielles, en recevant des enfants en vacances, en dirigeant, en gérant, en réalisant des bilans et en cherchant d’autres animateurs-collecteurs.
Ils sont également acteurs de ce mouvement, disposant d’un droit de vote pour élire leurs dirigeants ou choisir eux-mêmes de représenter l’association. Ils sont maîtres des orientations et de la politique financière de l’association, en particulier lors des congrès organisés tous les deux ans.
Véritable pivot du Secours populaire, les animateurs-collecteurs s’impliquent bénévolement pour pratiquer la solidarité sous toutes ses formes et faire vivre le projet de l’association en participant à sa vie démocratique.
Une des particularités de l'association vient du fait que nombreux bénévoles sont d'anciennes personnes aidées. 

### Fonctionnement du SPF
Tous les deux ans, les orientations du Secours populaire sont décidées et votées en congrès national. Elles sont préparées par des rencontres avec les collecteurs dans les antennes, les assemblées générales des comités et les congrès départementaux. Ces moments statutaires donnent lieu à de multiples échanges avec les partenaires du SPF (collecteurs, bénéficiaires de l'aide, pouvoirs publics, décideurs économiques), tant en France qu'à l'étranger. Les directions, élues à tous les niveaux par les collecteurs eux-mêmes, suivent, durant deux ans, la mise en œuvre des orientations.
Afin de coordonner et d'impulser le mouvement sur le plan national, les structures élues par le Congrès (conseil d'administration et son secrétariat, comité national, bureau national, commission financière) se réunissent régulièrement plusieurs fois par an.
Plusieurs structures communiquent et travaillent de concert pour la solidarité :
- Comité : S'articulant à l’échelle d'une ville, les comités sont le fondement démocratique de l'association. Le comité est animé bénévolement par les animateurs collecteurs et dirigé par un bureau (élu en Assemblée générale) composé d'au moins un secrétaire général, un trésorier et des secrétaires.
- Antenne : N'ayant pas de structure juridique, l'antenne dépend d'un comité ou d'une fédération départementale. Elle est le point de relais de quelques animateurs collecteurs.
- Fédération : A l'échelon départemental, elle fédère les comités et anime les antennes. Elle est dirigée par le comité départemental, élu tous les deux ans lors du congrès départemental.
- Conseils de région : Regroupement des fédérations à l'échelle régionale, il structure la mutualisation des moyens, et peut bâtir des projets d'ampleur et renforcer l'entraide entre les fédérations.
- Association nationale : Elle est le garant du respect des orientations de l'association. Elle anime le réseau décentralisé et vient en soutien pour la gestion, le droit, la communication et l'animation. Elle est l'image de l'association auprès des médias, entreprises et pouvoirs publics.

## Historique

### L'héritage du Secours rouge international (1923-1943)
En 1923, des militants du nouveau Parti communiste français fondent la section française du Secours rouge international. Celui-ci veut être la « Croix-Rouge du peuple ». La Section française rassemble au-delà du PCF des pacifistes mobilisés pour les millions de veuves, orphelins, blessés de la Grande Guerre, des antifascistes engagés contre la montée des dictatures militaires en Europe, des intellectuels de renom tels Henri Barbusse, Francis Jourdain ou Romain Rolland.
L’association organise en particulier la solidarité à l’égard des prisonniers politiques, militants syndicaux ou anticolonialistes condamnés à la déportation et au bagne, ainsi que leurs familles. Trois ans après sa fondation, elle crée un journal d'information, La Défense, qui paraît d’abord de manière bimensuelle puis devient hebdomadaire à partir de 1931. En 1927, elle est au premier rang dans les manifestations contre l'exécution des anarchistes Sacco et Vanzetti.
Dans les suites de la crise de 29, se développent ses activités sociales destinées aux enfants démunis : colonies de vacances, aide aux enfants des chômeurs... En 1936, dans l'optique du rassemblement voulu par le Front populaire, les fondateurs affirment leur volonté de réunir des gens « de toutes opinions, de croyance et de non-croyance ». L’association change de nom et devient le Secours populaire de France et des colonies.
Le 26 août 1939, huit jours avant le début de la seconde Guerre mondiale, La Défense tombe sous le coup de l'interdiction de la presse communiste prononcée par le gouvernement Daladier. L’association est dissoute un mois plus tard en même temps que le Parti communiste. L'activité et la diffusion du journal se poursuivent dans la clandestinité, principalement sous forme de mandats remis aux familles de fusillés et de colis envoyés aux prisonniers. En 1943, treize millions de francs, sont collectés dans les ateliers, les bureaux, les foyers de bénévoles, qui se comptent par milliers, et redistribués. En 1944, la moitié des responsables départementaux du Secours populaire de France et des colonies a été fusillé ou est morte en déportation.

### Fusion avec l'Association nationale des victimes du nazisme (1944-1958)
Dès le 1er août 1944, l'avocat Pierre Kaldor, prochain secrétaire général du SPF, participe avec d'autres juristes à la Libération de Paris coordonnée par le brigadiste Rol-Tanguy, chef des FTP parisiens ralliés au mouvement FFI, dont le noyau est constitué de militants anonymes de la MOI, souvent des « Français de préférence » aux parcours périlleux, tel César Covo. Les membres du SPF libèrent le ministère de la justice, place Vendôme, et les entrepôts du quartier de la Gare. Les activités de solidarité reprennent aussitôt ouvertement, légalement à partir du 8 novembre, dans des locaux réquisitionnés quai de la Gare, puis au 11 boulevard Montmartre. Elles s’adressent en priorité aux prisonniers de guerre et aux enfants, pour lesquels des séjours sont organisés dès Noël 44. La Défense, sous le coup de la censure, continue d'être imprimé clandestinement par Charlotte Kaldor, que poursuivent les Renseignements Généraux jusqu'à l'agrément préfectoral obtenu en mars 1945 pour le numéro 19.
Le 15 novembre 1945, le Secours populaire français est créé par la fusion du Secours populaire de France et des colonies, ancienne section française du Secours rouge, et de l'Association nationale des victimes du nazisme (ANVN). L’association se compose de femmes et d’hommes qui, pour beaucoup d’entre eux, ont connu la déportation, les camps de concentration français ou allemands, les prisons, la vie clandestine durant la Seconde Guerre mondiale, tel son futur secrétaire général et président Julien Lauprêtre. Selon l'injonction transmise à celui-ci par le chef militaire de la MOI de la région parisienne Missak Manouchian, lors de son emprisonnement à Fresnes, d'œuvrer à une société plus juste, ils souhaitent doter la France libérée d’une grande association de « solidarité populaire » dans une humanité qui ne sera, après le nazisme et Auschwitz, plus jamais la même.
Le Secours populaire vient au secours des familles des ouvriers insurgés de 1947 et des mineurs grévistes de 1948.
Les Avocats du Secours populaire défendent gratuitement les personnes inculpées pour leur engagement dans la décolonisation pendant l'insurrection malgache de 1947 puis la guerre d'Algérie. Le Secours populaire milite en faveur de l'Appel de Stockholm. Il défend les emprisonnés opposants à la guerre d'Indochine, ceux qui bloquent les convois d'armements, comme Raymonde Dien, ou les militaires propagandistes comme Henri Martin,. Le Secours populaire soutient les 84 communistes, fils de morts en déportation ou de fusillés par les nazis, qui refusent leur incorporation dans l'armée pour ne pas servir sous les ordres du commandant en chef des forces terrestres de l'Otan pour le « Centre Europe », Hans Speidel, ancien officier nazi,,,. Il est solidaire de ceux qui s'opposent à l'envoi de soldats rappelés en Algérie, les objecteurs de conscience, et particulièrement les soldats du refus réfractaires à la guerre d'Algérie,, et dénonce leurs conditions de détention. Le 25 mai 1959, les principaux responsables de l'association et du journal ainsi que les mères d'Alban Liechti et de Jacques Alexandre sont inculpés de « complicité de provocation à la désobéissance ». Le secrétaire général, Julien Lauprêtre, est condamné à 100 000 francs d'amende pour avoir écrit, au nom de l'association, dans le journal Avant-Garde un article appelant à la solidarité avec les soldats emprisonnés.
Comme pour Sacco et Vanzetti dans les années 1920, le SPF s'engage en 1952 et manifeste en 1953 contre l'exécution d'Ethel et Julius Rosenberg.

### L'apprentissage à travers les Trente glorieuses et le Choc pétrolier (1959-1980)
À partir de la fin des années 1950, le Secours populaire, tout en continuant de soutenir les familles des militants poursuivis pour leur soutien au Front national de libération du Sud Viêt Nam, est confronté aux défis d'une autre ampleur provoqués par les catastrophes et la misère sociale. Elle est aux côtés des victimes de la rupture du barrage de Malpasset en 1959, celles du tremblement de terre d'Agadir en 1960. L'association s'adapte en développant l'aide matérielle, sans jamais la dissocier du soutien moral. Elle organise la participation d'artistes, tel Jean Cocteau, aux campagnes de dons. Une campagne de Noël dirigée vers les enfants est organisée régulièrement et l'action spécifique vers les personnes âgées s’intensifie.
Le Secours populaire s'engage auprès des enfants des grévistes de 1968, en particulier par une exposition de photographies choc, et internationalise son action. Il intervient auprès des victimes du franquisme en Espagne, de la dictature des colonels en Grèce, du coup d'État du 11 septembre 1973 au Chili. Pour ces dernières, le SPF accepte d'être l'agent de la coordination syndicale CUTC, la Centrale unitaire des travailleurs chiliens, et affrète Un bateau pour le Noël des enfants chiliens sous-alimentés. Celui-ci embarque du Havre huit cents mètres cubes de nourriture et vêtements le 18 décembre 1975. Il se remplit au cours de dix-sept escales à travers le monde grâce à la mobilisation de syndicats nationaux en liaison avec la CUTC. La marchandise est délivrée par Caritas Chili sous l'étiquette de Caritas Allemagne grâce à l'intervention du cardinal Marty, archevêque de Paris, que le SPF a sollicité afin de déjouer les douanes chiliennes.
Georges Brassens, Julien Clerc, Jean Ferrat, Juliette Gréco, Maxime Le Forestier, Colette Magny, Yves Montand, Mouloudji, Georges Moustaki, Serge Reggiani, Francesca Solleville, Anne Sylvestre éditent en décembre 1977 un disque, Chants pour les enfants du Chili, dont le produit de la vente finance un million de repas distribués dans les cantines populaires. Le disque est vendu avec des produits artisanaux, « arpilleras », fabriqués par les prisonniers et expédiés par le clergé chilien. L'action se prolonge en France avec toutes sortes d'associations par l'accueil des réfugiés, des galas, des présentations dans les écoles, des ventes... Ce marchéage spontané, réinventé pour une cause non marchande, est un grand succès. En 1977, le SPF aura redistribué au Chili l’équivalent de quatre millions et demi d'euros, somme à mesurer par rapport au coût de la vie dans le Chili d'alors. La méthode est une école pour les opérations futures.
Au cours des années 1970, la fermeture programmée des mines du Nord et le déclin inéluctable des houillères de Lorraine plongeant les familles dans le chômage, l'association apprend à mobiliser ses adhérents et gagne en efficacité. Elle organise la récupération des surplus agricoles, méthode qui inspirera dix ans plus tard Les Restos du cœur. En 1976, elle donne la figure du Père Noël vert, couleur d'espoir, à la collecte et la distribution organisées pour qu'aucun enfant ne soit oublié durant les fêtes de fin d'année. En 1979, est organisée la première Journée des Oubliés des vacances, qui permettra à des centaines puis des milliers (157 900 en 2013) d'enfants et adolescents de découvrir la mer durant les grandes vacances.

### La Jeunesse, grande cause nationale (1981-2000)

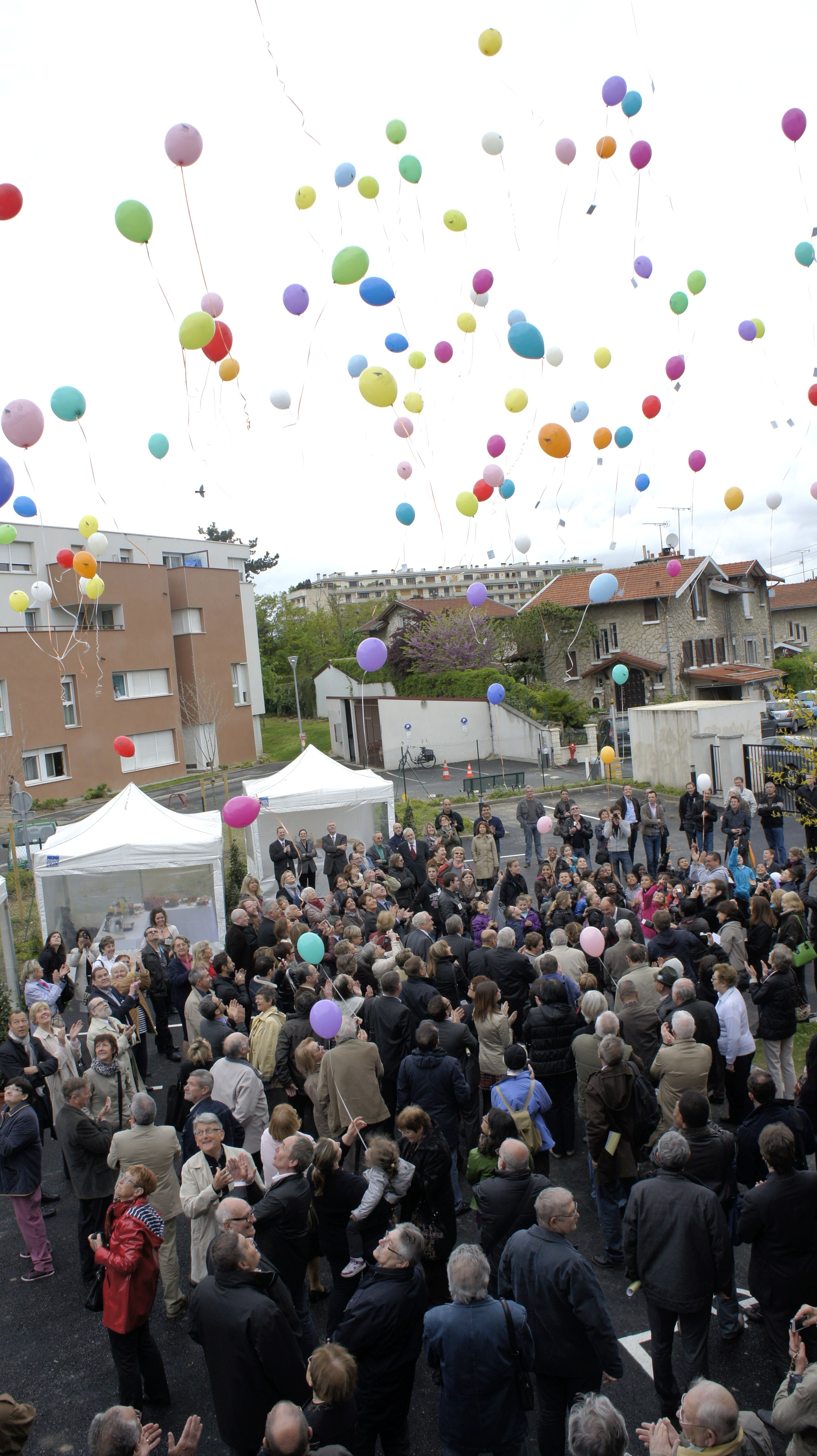
Inauguration en 2013 par le président du SPF Julien Lauprêtre, le président de la Champagne Jean-Paul Bachy et le maire socialiste de Reims Adeline Hazan de la fédération de la Marne, dispositif au centre du fonctionnement de l'association.

Le Secours populaire devient au fil des années l’une des principales associations françaises luttant contre la précarité et l’exclusion. Les années 1980 voient naître un bimestriel qui dépassera les deux cent cinquante mille exemplaires, Convergence et un logo, signé par les graphistes du groupe Grapus. Le SPF innove en favorisant la sortie de l'assistanat par le bénévolat et en centrant son action sur des permanences, qui, approvisionnées par des magasins régionaux, tiennent lieu de libres-services alimentaires et vestimentaires, de bibliothèques et d'organismes de vacances. Pour le bicentenaire de la Révolution française, en 1989, il inaugure un rapport annuel sur la pauvreté et la précarité en France, Les Nouveaux cahiers de doléances. Chaque année, l'opération Le dire pour agir devient le porte-parole des « sans voix » auprès du gouvernement, de la préfecture, des conseils généraux.
Les permanences se doublent de Points Jeunes, qui tentent de répondre à la désespérance et l'exclusion par une ouverture sur la culture. Le travail du SPF auprès des enfants lui vaut d'être agréé association nationale d'éducation populaire le 10 janvier 1983, puis d'être reconnu d'utilité publique le 12 mars 1985, et enfin, en 2000, d'être érigé en association complémentaire de l'enseignement public. À partir de 1992, la filiale Copain du monde rassemblent de jeunes adhérents dans des actions de solidarité qu'ils sont chargés eux-mêmes d'inventer et mettre en œuvre pour soutenir des projets sanitaires ou sociaux à destination de la jeunesse des quartiers déshérités ou de pays en difficultés. À partir de 2000, la Journée des Oubliés donne lieu à une grande manifestation sur un site de la capitale, Halle de Bercy, Stade de France, Champ de mars...
Entre-temps, le Secours populaire est nommé Grande cause nationale en 1991, en 1994 avec 29 autres associations pour son action dans le cadre de la lutte contre l'exclusion, en 1997 avec d'autres associations pour son action de formation dans la lutte contre la maltraitance des enfants, en 1999 avec 10 autres associations pour son activité en faveur du développement de l'esprit civique.

### Une profonde évolution

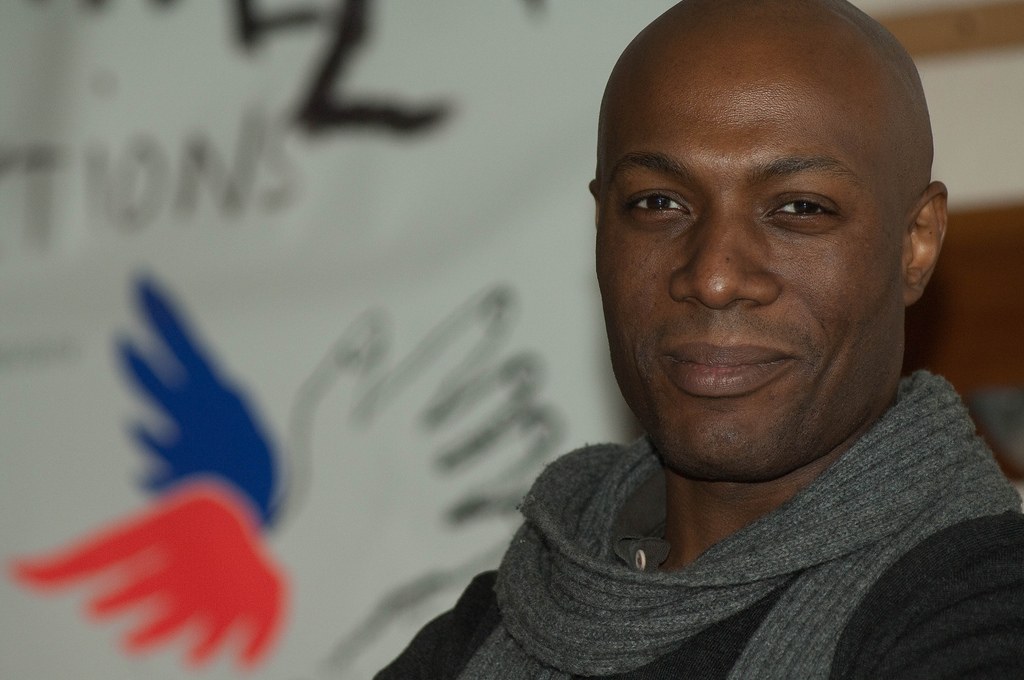
Harry Roselmack, soutenant une vente aux enchères du SPF en 2009.

Héritier de nombreux courants d'entraide français et européens, comme l'illustre sa devise adoptée en 1938, « Tout ce qui est humain est nôtre », le Secours populaire a considérablement évolué avec le temps. Il est devenu un acteur social majeur indépendant de tout gouvernement, de tout parti politique, de tout syndicat. Il est régulièrement soutenu par des artistes et des personnalités de tous horizons, tels Juliette Carré ou Pepito Mateo. Son orientation, ses règles de conduite, son langage se sont renouvelés avec l'affirmation de rassembler en son sein des gens de cœur quels que soient par ailleurs leurs engagements, leurs sympathies politiques, philosophiques ou religieuses, sans aucune distinction d'origine ethnique, de genre, d'âge ou de niveau social. L'objectif est de pratiquer une solidarité populaire agissant sur les conséquences des drames vécus par des personnes, individuellement ou collectivement, sans se prononcer sur les causes de ceux-ci.
Le SPF montre sa capacité à faire face aux situations d'urgence au quotidien comme à l'international, en 2004, lors du tsunami de l'océan indien, ou en 2010, lors du tremblement de terre d'Haïti. Il développe aujourd'hui le partenariat avec les entreprises, la coordination avec d'autres associations et l'action au niveau européen. Destinataire depuis 1982 des surplus agricoles européens, il défend en 2010 le PEAD, Programme européen d'aide aux plus démunis, et, en compensation, obtient avec la Fédération européenne des banques alimentaires, la Croix-Rouge française et les Restos du Cœur la mise en place du FEAD, Fonds européen d'aide aux plus démunis.
Grand mouvement décentralisé, le Secours populaire regroupe 98 fédérations départementales et professionnelles, ainsi qu’un peu plus de 600 comités où le bénévolat est fondamental.
Henriette Steinberg est secrétaire générale de l'association nationale depuis 2019.

## Dirigeants

### Secrétaires généraux
- 1943-1947 : Pierre Kaldor, (1912 - 2010), avocat et membre d'honneur du Bureau national
- 1948-1950 : Charles Désirat (1907 - 2005)[33]
- 1950-1952 : André Ménétrier
- 1952-1955 : Pierre Éloire[34]
- 1955-1958 : Julien Lauprêtre
- 1958-1984 : Claudius Chesne
- depuis 2019 : Henriette Steinberg[32],[35]

### Présidents
- 1948-1958 : Francis Jourdain
- 1958-2019 : Julien Lauprêtre
- Depuis 2019 : Henriette Steinberg[32]

## Actions

### En France
Depuis sa création en 1945, le Secours populaire vient en aide aux populations victimes de la précarité, de la pauvreté, des catastrophes naturelles et des conflits en France et sur tous les continents.
En France, le SPF est particulièrement attentif aux problèmes d’exclusion : à court terme, par une solidarité d’urgence basée sur l’aide alimentaire et vestimentaire. L’hébergement d’urgence ou l’orientation vers une structure de soins restent aussi au cœur des préoccupations du Secours populaire.
Le SPF accompagne durablement les personnes et familles dans leurs démarches et leurs droits : accès au logement, aux soins médicaux, aux vacances, à la culture et aux loisirs, au sport, à l’insertion professionnelle. Urgence ou non, le respect de la dignité des personnes aidées est primordial pour l’association.
Le Secours populaire organise des « JOV, journées des oubliés des vacances » qui permettent à 50 000 enfants de partir en vacances.

### Dans le monde
Depuis sa création en 1945, le Secours populaire vient en aide aux populations victimes de la précarité, de la pauvreté, des catastrophes naturelles et des conflits en France et sur tous les continents.
La pauvreté dans le monde entraîne le manque d’accès à la nourriture, aux soins, à l’éducation, dont les premières victimes sont les enfants. Le SPF mène ses projets de solidarité internationale en partenariat avec des associations locales, qui sont proches des populations. Par exemple en Basse-Terre, l'association Soleil d'Or distribue à des personnes vulnérables des colis alimentaires  financés par le Secours populaire français. Le SPF souhaite accompagner et renforcer les capacités de ces partenaires internationaux.
Si le Secours populaire sait répondre à l’urgence, ses projets s’inscrivent avant tout dans une démarche de développement durable. L’association travaille avec un réseau de partenariats et de compétences au sein duquel on dénombre 150 associations locales.
En 2008, le SPF a soutenu 195 actions d’urgence ou projets de développement dans 51 pays : aménagement et gestion hydraulique, soutien aux enfants victimes du sida, programmes nutritionnels, activités génératrices de revenus pour améliorer les conditions.

## Campagnes
La vie du Secours populaire s'articule autour de cinq campagnes :
- « Don’actions » (janvier - mars) - Campagne autour d’un grand jeu de la solidarité. L’argent collecté permet d’assurer en partie les frais de fonctionnement de l’association.
- « Le Printemps de la solidarité mondiale » (mars - avril) - Campagne dont les temps forts sont les « chasses aux œufs ». Les fonds sont destinés à nos actions auprès de partenaires locaux dans le Monde.
- « Vacances » (mai - août) - Le Secours populaire aide les destinataires de la solidarité à partir en vacances, qu’ils soient enfants, jeunes, familles ou seniors. L’association organise aussi les Journées des Oubliés des vacances à destination des enfants de 6 à 11 ans qui ne sont pas partis en vacances durant l’été.
- « Pauvreté-Précarité » (septembre - octobre) - Le Secours populaire lance sa campagne ‘‘Pauvreté- Précarité’’, en s’appuyant sur un sondage qui montre la montée de la misère. À partir de cette  campagne, l’association multiplie les initiatives pour venir en aide aux personnes confrontées à  ces situations de détresse et met ainsi en avant l’ensemble des actions engagées durant l’année[38].
- « Les Pères Noël verts » (novembre - décembre) - En décembre, les Pères Noël verts, parés des couleurs de l’espérance, viennent en aide au légendaire Père Noël rouge, pour que Noël n’oublie personne[39].

En parallèle à ces campagnes, les bénévoles se mobilisent pour permettre l’accès aux droits vitaux tout au long de l’année. Ces actions permettent ainsi d’organiser l’aide alimentaire, vestimentaire, l’accès aux droits, à l’orientation et l’information autour de la santé, l’accès à la culture, aux loisirs, aux sports...

## Historique des bilans publiés
En 2023, le Secours populaire français comptait 98 fédérations, 662 comités locaux et 90 000 bénévoles et son budget était de 523 millions d'euros. En France et avec ses partenaires en Europe et dans le monde, l'association a aidé 4,1 millions de personnes grâce aux 90 000 bénévoles et aux 61 millions d'euros de dons de particulier recueillis par l'association.
Avec un budget annuel de 314 millions d'euros, le Secours populaire était en 2013 la troisième association française d'aide sociale en termes de budget, derrière la Croix-Rouge française et le Secours catholique (respectivement 1 470 et 338 millions d'euros), mais le premier réseau de bénévoles.

## Publications
- La Défense, organe de la section française du Secours rouge international (1923-1944), puis organe du Secours populaire français (1945-1981). Particulièrement actif après guerre (1944-1952)[46].
- Convergence, mensuel du Secours Populaire Français, succède à La Défense en 1981[47]. Il est destiné aux donateurs financiers, aux collecteurs-animateurs et aux abonnés.
- Convergence Bénévoles est le bimestriel du Secours populaire destiné aux bénévoles de l'association.
- Copain du monde : il informe sur toutes les activités de l'association en France et dans le monde et sur l'utilisation des dons. Convergence montre l’action du Secours populaire en réponse aux grandes questions de l’actualité sociale, mais il donne aussi la parole à de nombreuses autres associations et personnalités du domaine humanitaire.